# Agatha Christie's Complete Secret Notebooks
Agatha Christie's Complete Secret Notebooks is een boek rondom de aantekenboeken van de schrijfster Agatha Christie. In het boek dat samengesteld door John Curran, zijn vier later ontdekte korte verhalen opgenomen. Het werd in 2016 uitgegeven door HarperCollins.
De volgende vier verhalen zijn opgenomen.
| Engelse titel                                                                     | hoofdpersoon | dateert van |
| --------------------------------------------------------------------------------- | ------------ | ----------- |
| The Man who knew                                                                  |              | 1923        |
| The incident of the Dog's Ball (From the notes of Captain Arthur Hastings O.B.E.) | Poirot       | 1933        |
| The Case of the Caretaker's Wife (andere versie)                                  | Miss Marple  | 1940        |
| The Capture of Cerberus (oorspronkelijke versie)                                  | Poirot       | 1940        |